# Володар неба
«Володар неба» (ісп. El Señor de los Cielos) — американський телесеріал 2013 року у жанрі драми, криміналу та створений компаніями Telemundo Global Studios, Argos Comunicación, Caracol Televisión. В головних ролях — Рафаель Амайя, Кармен Ауб, Фернанда Кастильо, Ліза Оуен, Алехандро Лопес, Іван Арана, Хесус Море, Фернандо Банда, Томмі Васкес.
Перша серія вийшла в ефір 15 квітня 2013 року.
Серіал має 8 сезонів. 
Режисер серіалу — Хайме Сегура, Віктор Еррера Макнот.
Сценарист серіалу — Хуан Мануель Андраде, Маріано Калассо, Андрес Лопес, Луїс Зелькович, Ірис Дубс, Карміна Нарро, Роберто Леверман.

## Сюжет
1990-ті роки — життя та часи Амадо Каррілло Фуентеса, людини, яка стала головою картелю Хуарес. Прозваний «El Señor de los Cielos» (Володар неба) через великий парк літаків, якими він перевозив наркотики, він також був відомий тим, що через Колумбію промив понад 200 мільйонів доларів для фінансування свого величезного флоту. Його називають найпотужнішим наркоторговцем свого часу.

## Сезони
| Сезон | Епізоди | Епізоди | Оригінальний показ | Оригінальний показ | Оригінальний показ |
| Сезон | Епізоди | Епізоди | Перший показ       | Останній показ     | Мережа             |
| ----- | ------- | ------- | ------------------ | ------------------ | ------------------ |
| 1     | 74      | 74      | 15 квітня 2013     | 5 серпня 2013      | Telemundo          |
| 2     | 84      | 84      | 26 травня 2014     | 22 вересня 2014    | Telemundo          |
| 3     | 104     | 104     | 21 квітня 2015     | 21 вересня 2015    | Telemundo          |
| 4     | 80      | 80      | 28 березня 2016    | 18 липня 2016      | Telemundo          |
| 5     | 95      | 95      | 20 червня 2017     | 2 листопада 2017   | Telemundo          |
| 6     | 99      | 99      | 8 травня 2018      | 24 вересня 2018    | Telemundo          |
| 7     | 75      | 75      | 14 жовтня 2019     | 31 січня 2020      | Telemundo          |
| 8     | 88      | 88      | 17 січня 2023      | 22 травня 2023     | Telemundo          |

## Аудиторія
| Сезон | Серії | Перший ефір       | Перший ефір        | Останній ефір      | Останній ефір      | Середня кількість глядачів (мільйони) |
| Сезон | Серії | Дата              | Глядачі (мільйони) | Дата               | Глядачі (мільйони) | Середня кількість глядачів (мільйони) |
| ----- | ----- | ----------------- | ------------------ | ------------------ | ------------------ | ------------------------------------- |
| 1     | 74    | 15 квітня 2013 р  | 2.34               | 5 серпня 2013 р    | 3.62               | TBD                                   |
| 2     | 84    | 26 травня 2014 р  | 2.20               | 22 вересня 2014 р  | TBD                | TBD                                   |
| 3     | 104   | 21 квітня 2015 р  | 2.68               | 21 вересня 2015 р  | 2.95               | TBD                                   |
| 4     | 80    | 28 березня 2016 р | 2.79               | 18 липня 2016 р    | 2.64               | TBD                                   |
| 5     | 88    | 20 червня 2017 р  | 2.27               | 2 листопада 2017 р | 2.54               | 1.92                                  |
| 6     | 99    | 8 травня 2018 р   | 2.14               | 24 вересня 2018 р  | 2.06               | 1.69                                  |
| 7     | 75    | 14 жовтня 2019 р  | 1.99               | 31 січня 2020 р    | 1.32               | 1.20                                  |
| 8     | 88    | 17 січня 2023 р   | 1.62               | 22 травня 2023 р   | 1.30               | 1.19                                  |

## Актори та ролі
| Актор                | Роль                              | Сезони      | Сезони      | Сезони      | Сезони      | Сезони      | Сезони      | Сезони      | Сезони      |
| Актор                | Роль                              | 1           | 2           | 3           | 4           | 5           | 6           | 7           | 8           |
| -------------------- | --------------------------------- | ----------- | ----------- | ----------- | ----------- | ----------- | ----------- | ----------- | ----------- |
| Рафаель Амайя        | Ауреліо Касільяс                  | Головна     | Головна     | Головна     | Головна     | Головна     | Головна     | Гість       | Головна     |
| Хімена Еррера        | Ксімена Латеранська               | Головна     | Головна     |             |             |             |             |             |             |
| Робінсон Діас        | Мілтон Хіменес                    | Головна     | Повторювана |             |             | Гість       | Головна     | Головна     | Головна     |
| Рауль Мендес         | Віктор Касільяс «Чакорта»         | Головна     | Головна     |             |             |             |             |             |             |
| Кармен Вільялобос    | Леонор Бальестерос                | Головна     | Головна     | Головна     |             |             |             |             |             |
| Габріель Поррас      | Марко Мехія                       | Головна     |             |             |             |             |             |             |             |
| Маурісіо Очманн      | Хосе Марія «Чема» Венегас         | Гість       | Головна     | Головна     |             |             |             |             |             |
| Альберто Герра       | Хосе Марія «Чема» Венегас         |             |             |             |             |             | Головна     | Повторювана |             |
| Фернанда Кастильо    | Моніка Роблес                     | Повторювана | Головна     | Головна     | Головна     | Головна     |             |             |             |
| Марлене Фавела       | Вікторія Наварез                  |             | Головна     |             |             |             |             |             |             |
| Кармен Ауб           | Рутіла Касільяс                   |             | Повторювана | Головна     | Головна     | Головна     | Головна     | Головна     | Головна     |
| Маріца Родрігес      | Ампаро Рохас                      |             |             | Головна     | Головна     |             |             |             |             |
| Сабріна Сеара        | Есперанза Сальватерра             |             |             | Повторювана | Головна     | Головна     |             |             |             |
| Ванесса Віллела      | Еміліана Контрерас                |             |             |             | Головна     | Головна     |             |             |             |
| Марісела Гонсалес    | Юніс Лара                         |             |             |             | Повторювана | Головна     |             |             | Головна     |
| Маріанна Сеоане      | Мейбл Кастаньо / Нінон дель Валле |             |             |             |             | Головна     |             |             |             |
| Мігель Вароні        | Леандро Кезада                    |             |             |             |             | Головна     | Головна     |             |             |
| Гай Екер             | Джо Наварро                       |             |             |             |             |             | Головна     | Головна     |             |
| Нінель Конде         | Евелін                            |             |             |             |             |             | Головна     | Головна     |             |
| Карлос Бардем        | Чива Ахумада                      |             |             |             |             |             | Головна     |             |             |
| Алехандро Лопес      | Хаві                              |             |             | Повторювана | Повторювана | Повторювана | Головна     | Повторювана | Головна     |
| Франсіско Гатторно   | Густаво Касасол                   |             |             |             |             |             | Головна     |             |             |
| Хесус Море           | Омар Теран                        |             |             | Повторювана | Повторювана | Повторювана | Головна     |             |             |
| Ліза Оуен            | Альба Касільяс                    | Повторювана | Повторювана | Повторювана |             | Повторювана | Головна     | Повторювана | Гість       |
| Ізабелла Кастільйо   | Діана Ахумада                     |             |             |             |             |             | Головна     | Головна     | Головна     |
| Марія Кончіта Алонсо | Нора Рекена                       |             |             |             |             |             | Головна     |             |             |
| Матіас Новоа         | Амадо Касільяс                    |             |             |             |             |             | Головна     | Головна     |             |
| Іван Арана           | Ісмаель Касільяс                  |             |             |             | Повторювана | Повторювана | Головна     | Головна     | Головна     |
| Ектор Бонілья        | Райо                              |             |             |             |             |             | Головна     |             |             |
| Роберто Ескобар      | Хосе Раміро Вальдес               |             |             |             |             |             | Головна     | Повторювана | Повторювана |
| Фернандо Нор'єга     | Еутіміо «Рохо» Флорес             |             |             |             |             | Повторювана | Головна     | Повторювана |             |
| Едуардо Сантамаріна  | Бальтазар Охеда                   |             |             |             |             |             | Повторювана | Головна     |             |
| Данна Гарсія         | Віолета Естрелла                  |             |             |             |             |             |             | Головна     |             |
| Рубен Кортада        | Фернандо Агірре                   |             |             |             |             |             |             |             | Головна     |
| Афріка Савала        | Меча де ла Круз                   |             |             |             |             |             |             |             | Головна     |
| Юрі Варгас           | Трейсі Лобо                       |             |             |             |             |             |             |             | Головна     |

## Нагороди та номінації
| Рік  | Нагорода                     | Категорія                                       | Номінант                                          | Результат |
| ---- | ---------------------------- | ----------------------------------------------- | ------------------------------------------------- | --------- |
| 2013 | Premios Tu Mundo             | Теленовела року                                 | Володар неба                                      | Номінація |
| 2013 | Premios Tu Mundo             | Головний герой                                  | Рафаель Амайя                                     | Номінація |
| 2013 | Premios Tu Mundo             | Головна героїня                                 | Хімена Еррера                                     | Номінація |
| 2013 | Premios Tu Mundo             | Злодійка                                        | Фернанда Кастильо                                 | Номінація |
| 2013 | Premios Tu Mundo             | Злодійка                                        | Сара Корралес                                     | Номінація |
| 2013 | Premios Tu Mundo             | Злодій                                          | Робінсон Діас                                     | Перемога  |
| 2013 | Premios Tu Mundo             | Найкраща акторка другого плану                  | Анхеліка Селая                                    | Номінація |
| 2013 | Premios Tu Mundo             | Найкращий актор другого плану                   | Рауль Мендес                                      | Номінація |
| 2013 | Premios Tu Mundo             | Ідеальна пара                                   | Рафаель Амайя, Хімена Еррера                      | Номінація |
| 2013 | Premios People en Español    | Теленовела року                                 | Володар неба                                      | Номінація |
| 2013 | Premios People en Español    | Головна героїня                                 | Хімена Еррера                                     | Номінація |
| 2013 | Premios People en Español    | Головний герой                                  | Рафаель Амайя                                     | Номінація |
| 2013 | Premios People en Español    | Злодійка                                        | Фернанда Кастильо                                 | Номінація |
| 2013 | Premios People en Español    | Найкраща акторка другого плану                  | Кармен Вільялобос                                 | Номінація |
| 2014 | Miami Life Awards            | Теленовела року                                 | Володар неба                                      | Номінація |
| 2014 | Miami Life Awards            | Головний герой                                  | Рафаель Амайя                                     | Номінація |
| 2014 | Miami Life Awards            | Головна героїня                                 | Хімена Еррера                                     | Номінація |
| 2014 | Premios Tu Mundo             | Теленовела року                                 | Володар неба                                      | Номінація |
| 2014 | Premios Tu Mundo             | Головний герой                                  | Рафаель Амайя                                     | Перемога  |
| 2014 | Premios Tu Mundo             | Головна героїня                                 | Кармен Вільялобос                                 | Номінація |
| 2014 | Premios Tu Mundo             | Злодій                                          | Маурісіо Очманн                                   | Номінація |
| 2014 | Premios Tu Mundo             | Злодійка                                        | Фернанда Кастильо                                 | Номінація |
| 2014 | Premios Tu Mundo             | Найкраща акторка другого плану                  | Рауль Мендес                                      | Номінація |
| 2014 | Premios Tu Mundo             | Ідеальна пара                                   | Фернанда Кастильо, Рафаель Амайя                  | Номінація |
| 2014 | Premios Tu Mundo             | Qué papacito                                    | Рафаель Амайя                                     | Номінація |
| 2014 | Міжнародна премія «Еммі»     | Найкраща програма іноземною мовою               | Володар неба                                      | Перемога  |
| 2014 | Premios People en Español    | Теленовела року                                 | Володар неба                                      | Номінація |
| 2014 | Premios People en Español    | Головна героїня                                 | Марлене Фавела                                    | Номінація |
| 2014 | Premios People en Español    | Головний герой                                  | Рафаель Амайя                                     | Номінація |
| 2014 | Premios People en Español    | Найкраща хімія на екрані                        | Фернанда Кастильо, Рафаель Амайя                  | Номінація |
| 2014 | Premios People en Español    | Злодійка                                        | Фернанда Кастильо                                 | Номінація |
| 2015 | Premios Tu Mundo             | Теленовела року                                 | Володар неба                                      | Перемога  |
| 2015 | Premios Tu Mundo             | Головний герой                                  | Рафаель Амайя                                     | Перемога  |
| 2015 | Premios Tu Mundo             | Головна героїня                                 | Фернанда Кастильо                                 | Перемога  |
| 2015 | Premios Tu Mundo             | Головна героїня                                 | Кармен Вільялобос                                 | Номінація |
| 2015 | Premios Tu Mundo             | Злодій                                          | Маурісіо Очманн                                   | Перемога  |
| 2015 | Premios Tu Mundo             | Злодійка                                        | Кармен Ауб                                        | Перемога  |
| 2015 | Premios Tu Mundo             | Найкраща акторка другого плану                  | Кармен Ауб                                        | Перемога  |
| 2015 | Premios Tu Mundo             | Найкращий актор другого плану                   | Мануель Бальбі                                    | Номінація |
| 2015 | Premios Tu Mundo             | Найкращий актор другого плану                   | Томмі Васкес                                      | Перемога  |
| 2015 | Premios Tu Mundo             | Найкращий заслужений актор                      | Ліза Оуен                                         | Перемога  |
| 2015 | Premios Tu Mundo             | Найкращий нещасливий лідер                      | Рафаель Амайя                                     | Перемога  |
| 2016 | Miami Life Awards            | Головний герой                                  | Рафаель Амайя                                     | Номінація |
| 2016 | Miami Life Awards            | Теленовела року                                 | Володар неба                                      | Номінація |
| 2016 | Miami Life Awards            | Головна героїня                                 | Кармен Вільялобос                                 | Номінація |
| 2016 | Miami Life Awards            | Найкращий актор другого плану                   | Маурісіо Очманн                                   | Номінація |
| 2016 | Miami Life Awards            | Найкраща акторка другого плану                  | Маріца Родрігес                                   | Номінація |
| 2016 | Premios Tu Mundo             | Теленовела року                                 | Володар неба                                      | Перемога  |
| 2016 | Premios Tu Mundo             | Відкриття року                                  | Гала Монтес                                       | Перемога  |
| 2016 | Premios Tu Mundo             | Головний герой                                  | Рафаель Амайя                                     | Перемога  |
| 2016 | Premios Tu Mundo             | Головна героїня                                 | Фернанда Кастильо                                 | Перемога  |
| 2016 | Premios Tu Mundo             | Головна героїня                                 | Кармен Ауб                                        | Номінація |
| 2016 | Premios Tu Mundo             | Головна героїня                                 | Маріца Родрігес                                   | Номінація |
| 2016 | Premios Tu Mundo             | Злодій                                          | Плутарко Хаза                                     | Номінація |
| 2016 | Premios Tu Mundo             | Злодій                                          | Леонардо Даніель                                  | Номінація |
| 2016 | Premios Tu Mundo             | Злодій                                          | Крістіан Теппен                                   | Номінація |
| 2016 | Premios Tu Mundo             | Злодійка                                        | Марісела Гонсалес                                 | Перемога  |
| 2016 | Premios Tu Mundo             | Найкращий нещасливий лідер                      | Рафаель Амайя                                     | Перемога  |
| 2016 | Premios Tu Mundo             | Улюблена акторка                                | Сабріна Сеара                                     | Перемога  |
| 2016 | Premios Tu Mundo             | Улюблений актор                                 | Алехандро Лопес                                   | Номінація |
| 2016 | Premios Tu Mundo             | Улюблений актор                                 | Хорхе Луїс Морено                                 | Номінація |
| 2016 | Premios Tu Mundo             | Ідеальна пара                                   | Фернанда Кастильо, Рафаель Амайя                  | Перемога  |
| 2017 | Premios Tu Mundo             | Теленовела року                                 | Володар неба                                      | Перемога  |
| 2017 | Premios Tu Mundo             | Головний герой                                  | Рафаель Амайя                                     | Перемога  |
| 2017 | Premios Tu Mundo             | Головна героїня                                 | Фернанда Кастильо                                 | Номінація |
| 2017 | Premios Tu Mundo             | Злодій                                          | Хорхе Луїс Морено                                 | Номінація |
| 2017 | Premios Tu Mundo             | Злодійка                                        | Марісела Гонсалес                                 | Номінація |
| 2017 | Premios Tu Mundo             | Улюблений актор                                 | Плутарко Хаза                                     | Номінація |
| 2017 | Premios Tu Mundo             | Улюблена акторка                                | Кармен Ауб                                        | Перемога  |
| 2017 | Premios Tu Mundo             | Ідеальна пара                                   | Рафаель Амайя, Фернанда Кастильо                  | Номінація |
| 2017 | 1. Produ Awards              | Сценарист                                       | Луїс Зелькович                                    | Номінація |
| 2017 | 1. Produ Awards              | Головний герой                                  | Рафаель Амайя                                     | Номінація |
| 2017 | 1. Produ Awards              | Теленовела року                                 | Володар неба                                      | Номінація |
| 2018 | 46. Міжнародна премія «Еммі» | Найкраща неангломовна програма в прайм-тайм США | Володар неба                                      | Номінація |
| 2023 | Produ Awards                 | Теленовела року                                 | Володар неба                                      | Номінація |
| 2023 | Produ Awards                 | Відкриття року                                  | Володар неба                                      | Перемога  |
| 2023 | Produ Awards                 | Головний герой                                  | Рафаель Амайя                                     | Номінація |
| 2023 | Produ Awards                 | Найкращий продюсер                              | Карен Барроета, Хімена Кантуаріас, Гарольд Санчес | Перемога  |